# أكمية بابستية
أكمية بابستية (الاسم العلمي:Aechmea pabstii) هي نوع من النباتات تتبع جنس الأكمية من الفصيلة البروميلية.